# Mastaba de Mehou
 (mai 2019).
Si vous disposez d'ouvrages ou d'articles de référence ou si vous connaissez des sites web de qualité traitant du thème abordé ici, merci de compléter l'article en donnant les références utiles à sa vérifiabilité et en les liant à la section « Notes et références ».
Le mastaba du vizir Mehou se trouve au nord-est de la pyramide d'Ounas, jouxtant l’enceinte de Djéser. Il date de la fin de la Ve dynastie et du début de la VIe dynastie.
Le mastaba comprend une cour à portique soutenu par deux piliers de section carrée qui ont reçu sur chacune de leurs faces une représentation de Mehou légendée de son nom et titres. Ce portique abrite, aménagé dans son sol, le puits permettant d’accéder au caveau ainsi qu’une stèle fausse porte destinée à recevoir les offrandes et à faciliter le passage de l’âme du monde des vivants au monde des morts. Peinte en rouge imitant le granite, matériau coûteux et dont, en dehors du roi et ses épouses, rares sont les nobles courtisans qui pouvaient se l’offrir, cette stèle déroule en longues colonnes de hiéroglyphes, gravés et peints en jaune, les formules laudatives qui devaient accompagner le culte du défunt.
Une seconde stèle de même nature est conservée au fond d’une chapelle réservée aux offrandes. Sur ses murs, des reliefs d’une rare qualité détaillent les nombreuses processions de porteurs d’offrandes qui s’avancent tous vers le fond de la chapelle et la stèle fausse porte. Cette dernière est encadrée par deux tableaux figurant Mehou en habit d’apparat, assis devant une table d’offrande richement garnie et assistant au défilé en son honneur.
Le mastaba comporte toutes les scènes funéraires classiques, richement détaillées et a conservé une belle polychromie.
Un relief intéressant est représenté sur le mur sud du corridor principal qui distribue les pièces du mastaba. Il s’agit du défilé des quarante domaines appartenant aux temples funéraires de Néferirkarê Kakaï, Djedkarê Isési, Ounas et Téti, et dont Mehou avait la charge. Ce détail nous apprend donc qu’à l’époque de Téti, sous le règne duquel Mehou servit, le culte funéraire de souverains appartenant à une autre dynastie avait toujours lieu. Si la transition entre les deux dynasties s’était fait sentir aux plus hauts degrés de l’État, notamment au niveau de la famille royale, les institutions et fondations en place avaient été donc maintenues voire renouvelées, preuve supplémentaire d’une passation des pouvoirs en apparence réglée. Le nouveau souverain souhaitait se rattacher à ces ancêtres et s’attirer ainsi leurs bonnes grâces.
Le mastaba comporte également une petite chapelle funéraire annexe également décorée. Elle appartient à Mérirê-Ânkh et contient une stèle fausse porte traitée de manière analogue à celles de Mehou.